# Diabolic Garden
『Diablic Garden』（ディアボリックガーデン）は、白木苺による日本の漫画作品。作者のデビュー作。
『月刊Gファンタジー』（スクウェア・エニックス）にて2008年から2009年まで連載された。単行本は同社のGファンタジーコミックスより全3巻で発売された。
なお、単行本の背表紙ではタイトルの片仮名表記の方が目立っているが、正式タイトルは英語表記である。

## 登場人物

### 玖珂の周辺の人物
玖珂司-kugatukasa-
喫茶店のマスターでありながら、重度の植物愛好家でドS、裏庭でたくさんの植物を育てている。
23歳のAB型。身長は177センチメートル。好きな物は、愛する植物たち、使い込んだ家具や食器。嫌いな物は、騒がしい場所、愛する植物に寄り付く害虫、使い道のない悪魔。趣味は、新メニューの開発、読書。
ルナ-luna-
ツカサの妹、妹もドS。よくゴスロリファッションを着ている。好きなグループはMADJELLY。音楽の学校に通っている。
16歳のB型、身長は154センチメートル、好きな物は、ツカサお兄様、MADJERRYのREINA様、ガールズロック、辛い食べ物。嫌いな物は、義務教育、お勉強、ギャル、移り気なミーハーちゃん、ジャニーズ系。趣味はカラオケ、お散歩、お部屋の模様替え、悪魔ちゃんイジメ。
槙村琴音-makimurakotone-
漫画家。「花鳥風月〜幻想の薔薇〜」という漫画を描いている。ペンネームは黒樹イバラ。
17歳のA型、身長は157センチメートル、好きな物は、フリフリのお洋服、生クリームたっぷりのイチゴのケーキ、美男子（ただし性格悪い奴は嫌）。嫌いな物は、担当氏から下される2度目の没。趣味は可愛いお洋服を探しにショッピング、漫画の創作活動。
ゲシュタルト-geshtalt-
人間界に来た悪魔、以前クロイツという悪魔に仕えていた。チーズが大好物。ネズミに変身できるが、ネコが苦手。クロイツを倒したツカサに復讐しようとツカサに接近するが、あっさり捕まってしまう。その後ルナのバンドに強制的に参加させられる。ルナに作詞をするよう言われ、チーズに対する気持ちを詩にしたところ絶賛される。クロイツに仕えるときに貰ったというマントをとても大切にしており、ボロボロになっても縫いつないで着用し、バンドのコンサート当日にもルナや他の人になんと言われても脱がなかった。バンド騒動が終わってからはツカサのもとで虫取りや毒味係として利用されている。
年齢　悪魔なので不明　血液型　悪魔なので不明　身長　178cm　好きな物　チーズ(この一言に尽きる)　嫌いな物　チーズを馬鹿にするニンゲン、猫、日光、暴力　
趣味　常に主に尽くして生きてきた私に趣味をたしなむ時間はない
カノン-kanon-
年齢　悪魔なので不明　血液型　悪魔なので不明　身長　160cm　好きな物　チョコレート　大きめハット　サボテンのケイトリン　嫌いな物　苦い食べ物　幼女　血液
趣味　サボテンと会話(ただしあまり人には知られたくない)
いつも大きい帽子をかぶっていて、顔には涙模様のマークがある。
ゲンジ-genzi-
年齢　悪魔なので不明　血液型　悪魔なので不明　身長　180cm　好きな物　落ち着く喫茶店、煙草　嫌いな物　喫煙場所の設けられていない店、素顔について聞かれること、自分のことについて話すこと　趣味　人間界にある文化はなかなか興味深いものが多い
昔、魔界のハード•ロックバンド「ダーク•ツェッペリン」の元ドラマー。渋い。

## Dampireのメンバー
咲-saki-
パート　Vocal　年齢　悪魔なので不明　血液型　悪魔なので不明　身長　171cm　好きな物　自分、音楽(バンド)、猫　嫌いな物　日光、真昼の人混み、花(すぐ枯れる命に興味はない)　趣味　作詞
Dampireのリーダーで悪魔、少しナルシスト気味。
憐-ren-　
パート　Guitar　年齢　悪魔なので不明　血液型　悪魔なので不明　身長　175cm　好きな物　咲　嫌いな物　退屈なこと、犬、鴉、気性の荒い人間(猫)　趣味　動く物を追いかけ回す、寝ること
悪魔で猫に変身することが出来る、寝ることが好き。
遊斗-yuto-
パート　Guitar　年齢　23歳　血液型　B型　身長　166cm　好きな物　マイギター、ライブ、ブランド物のアクセサリー、女性(年上が特に…)
嫌いな物　一人でいる時間　趣味　バンドをすること
Dampireの中で一番元気でお喋り、語尾に「○○ッス」や自分のことを「オイラ」という、そしてDampireのマネージャーのジュンさんが好き、でも恋愛にはウブ。
雅羅-gara-
パート　Bass　年齢　23歳　血液型　O型　身長　179cm　好きな物　ライブ、ベース、自分、トランス系音楽　嫌いな物　ノリの悪い観客、自分より背が高い奴、リハーサル　趣味　楽器屋めぐり　映画鑑賞
遊斗のツッコミ担当。
響己-hibiki-
パート　Drums　年齢　22歳　血液型　O型　身長　174cn　好きな物　ぬいぐるみや癒し系キャラクターなど可愛い物全般　小動物　ヘヴィメタル　ミクスチャー　嫌いな物バッタ物商品　趣味　雑貨屋やファンシーショップでゆるカワキャラのグッズを買いあさる
可愛い物が大好き。

## 書誌情報
- 白木苺 『Diabolic Garden』 スクウェア・エニックス〈Gファンタジーコミックス〉、全3巻
  1. 2009年4月27日発売、ISBN 978-4-7575-2551-1
  2. 2009年4月27日発売、ISBN 978-4-7575-2552-8
  3. 2010年1月27日発売、ISBN 978-4-7575-2783-6